# Кільчень (станція)
Кільче́нь — проміжна залізнична станція 5-го класу Дніпровської дирекції Придніпровської залізниці на неелектрифікованій лінії Самар-Дніпровський — Леб'яже між станціями Перещепине (19 км) та Губиниха (7 км). Розташована в однойменному селищі Самарівського району Дніпропетровської області.

## Пасажирське сполучення
На станції Кільчень щоденно зупиняються дві пари приміських поїздів сполученням Дніпро — Берестин.